# Toren (schaken)
De toren (Engels: rook) is een van de zes verschillende stukken in het schaakspel.

## Beginpositie
Bij het begin van de partij heeft elke speler twee torens; ze beginnen in de hoekpunten aan de uiterste randen van het bord. Dit is op de velden a1 en h1 voor wit en a8 en h8 voor zwart.

## Loop van de toren
Een toren beweegt zich een willekeurig aantal velden in horizontale of verticale richting, tot het eerste veld vóór een eigen stuk of met een vijandelijk stuk.
Staat de toren op veld d4, dan bestrijkt hij de volgende velden: d1, d2, d3, d5, d6, d7, d8 (verticaal) en a4, b4, c4, e4, f4, g4, h4 (horizontaal). Staat er verder geen materiaal op het bord, dan bestrijkt een toren steeds veertien velden; dat is ongeveer 22% van het schaakbord. Samen kunnen de twee torens circa 41% van het bord bestrijken.

## Bijzondere zetten
De rokade (korte of lange) is een zet van koning en toren tegelijk, maar telt als één enkele zet. Bij de rokade springt de toren over de koning heen en belandt zo meer in het midden van het bord, iets wat alleen bij deze zet kan.

## Sterkte
De toren krijgt traditioneel de relatieve waarde van vijf punten toegekend, wat vijf keer zo veel is als een pion. Het is ook twee punten meer dan een paard of een loper. De reden is dat een toren in totaal meer velden kan bestrijken en zo een grotere actieradius heeft.
Zijn volle sterkte kan de toren echter pas tonen als hij voldoende ruimte heeft, dus als er voldoende schaakstukken van het bord verdwenen zijn. In het begin van een partij en in gesloten stellingen, kan hij weinig uitrichten. Zodra er echter een open lijn ontstaat, kan de toren deze bestrijken en wordt hij een sterk stuk. Verdubbelde torens, twee torens samen op een open lijn, of torens op de 7e rij zijn zeer sterk.
De toren en de dame zijn de enige stukken die in het eindspel samen met de koning de koning alleen van de tegenstander mat kunnen zetten; met één loper of één paard is dit niet mogelijk, met twee lopers of een loper en een paard lukt het echter wel.